# Le Pistolero
Retour éternel
Le Pistolero (titre original : The Gunslinger) est un roman de Stephen King. C'est le premier volet de la série La Tour sombre, inspirée par un poème de Robert Browning : Le chevalier Roland s'en vint à la Tour noire. Cette série est considérée par Stephen King comme étant son œuvre principale.

## Parutions
Le Pistolero est moins un roman qu'un recueil de nouvelles, parues dans le magazine américain The Magazine of Fantasy & Science Fiction (en France, dans Fiction aux éditions OPTA) en 1978, pour The Gunslinger ; 1980, pour The Way Station et 1981 pour The Oracle and the Mountains, The Slow Mutants et The Gunslinger and the Dark Man. 
Stephen King a pratiqué une complète révision de ce volume, en 2003, afin d'améliorer la cohérence avec les volumes ultérieurs et de rendre plus humain son personnage principal.

## Résumé
« L'homme en noir fuyait à travers le désert, et le pistolero le poursuivait. » (première phrase du roman). Le sens change dans la nouvelle traduction : « L'homme en noir fuyait à travers le désert, et le pistolero le suivait. »
Au début de l'histoire, Roland de Gilead, le dernier pistolero d'un monde qui a changé, marche dans un désert aveuglant. Il suit les traces d'un mystérieux homme en noir, qui paraît être un faiseur de miracles. Le monde de Roland, similaire à l'Ouest américain, se situe dans un Univers parallèle, qui semble avoir subi une grande catastrophe. On y trouve quelques vestiges culturels de notre monde, comme la chanson Hey Jude, une comptine pour enfants, des extraits de la bible, ainsi que des vestiges technologiques. La traque dure depuis des années, peut-être vingt ans... mais le véritable objet de la quête de Roland est la Tour Sombre, centre de tous les univers et cible de l'ire du Roi Cramoisi.
Dans sa traversée, Roland rencontre Jake, un jeune garçon dans un relais de diligence. Jake a été tué dans notre monde, poussé sous les roues d'une cadillac par l'homme en noir. Puis il s'est réveillé dans le relais, où il rencontre le Pistolero. Ce dernier l'emmène avec lui à travers le désert, le sauve d'un démon qui l'avait attiré dans un anneau de parole et le conduit sous une montagne, où ils doivent affronter et fuir des mutants. Jake devient le fils symbolique de Roland, mais lorsque celui-ci doit choisir entre sauver Jake et la possibilité de rejoindre l'homme en noir et la Tour sombre, il décide d'abandonner l'enfant à son sort. Jake lui crie : « Allez-vous-en, il y a d'autres mondes ! » avant de disparaitre dans le vide.
Peu après, Roland rattrape enfin l'Homme en noir, qui semblait l'attendre, et tous les deux tiennent une longue palabre au cours de laquelle Roland se fait tirer les cartes, qui lui donnent des indices sur son avenir, et où l'Homme en noir se révèle être Walter, l'ancienne âme damnée du magicien Marten, responsable de la mort du père de Roland. Walter endort ensuite Roland et, quand celui-ci se réveille, il ne reste qu'un squelette blanchi à ses côtés.

## Style et genre
Michael Collings souligne que, si on retrouve parfois des scènes de terreur « classiques » chez Stephen King, comme la confrontation avec les Lents Mutants, l'écrivain use d'un style d'écriture inhabituel pour lui incluant « une étonnante économie de mots », avec peu de dialogues et de digressions, et un vocabulaire allant du « familier et vulgaire jusqu'aux analogies finement construites utilisant le langage raffiné de la fantasy ». Les genres abordés sont multiples, l'horreur se mêlant au western, au récit d'aventure et d'action, au débat philosophique sur les univers parallèles, à la fantasy post-apocalyptique et surtout à la saga épique.

## Distinctions
Lors de sa parution en magazine, la nouvelle The Gunslinger a été nommée au prix Locus de la meilleure nouvelle longue 1979 et a terminé à la huitième place. La nouvelle The Way Station a également été nommée au prix Locus de la meilleure nouvelle longue 1981, terminant à la troisième place, et a aussi été nommée au prix Nebula de la meilleure nouvelle longue 1980.